# Knock Knock (film, 2015)
Pour les articles homonymes, voir Knock Knock.
Pour plus de détails, voir Fiche technique et Distribution.
Knock Knock ou N'ouvrez pas la porte au Québec est un thriller psychologique américano-chilien réalisé par Eli Roth, sorti en 2015.

## Synopsis
Evan Webber, architecte, est marié et heureux père de famille. Afin de terminer tranquillement un travail pendant la fête des pères, il laisse sa femme et ses enfants partir à la plage pour le week-end. C'est alors que deux belles jeunes femmes, Genesis et Bel, s'auto-proclamant « comme des filles de 15 ans », sonnent à sa porte et s'immiscent dans sa maison. Après quelques heures où les jeunes filles dépassent les limites sexuelles avec le jeune père, elles vont s'immiscer progressivement dans sa vie, le punissant pour leur avoir cédé, le torturant sexuellement et psychologiquement.

## Fiche technique
Sauf indication contraire, les informations mentionnées dans cette section peuvent être confirmées par la base de données cinématographiques IMDb,  présente dans la section « Liens externes ».
- Titre original et français : Knock Knock
- Titre québécois : N'ouvrez pas la porte
- Réalisation : Eli Roth
- Scénario : Guillermo Amoedo, Nicolás López et Eli Roth
- Direction artistique : Fernando Alé
- Décors : Marichi Palacios
- Costumes : Elisa Hormazábal
- Photographie : Antonio Quercia
- Musique : Manuel Riveiro
- Production : Miguel Asensio, Colleen Camp, John T. Degraye, Cassian Elwes, Nicolás López et Eli Roth
  - Production déléguée : Sondra Locke, Teddy Schwarzman et Peter S. Traynor
- Sociétés de production : Black Bear Pictures, Camp Grey, Dragonfly Entertainment, Elevated Films et Sobras International Pictures
- Sociétés de distribution : Lionsgate (États-Unis), Synergy Cinéma (France)
- Budget : 2 millions de dollars
- Pays d'origine :  États-Unis,  Chili
- Langue originale : anglais
- Format : couleur - DCP
- Genre : thriller psychologique érotique
- Durée : 99 minutes
- Dates de sortie[1] :
  - États-Unis : 23 janvier 2015 (festival du film de Sundance)
  - France : 23 septembre 2015
  - Chili : 24 septembre 2015
- Classification :
  - France : interdit aux moins de 12 ans avec avertissement[2]

## Distribution

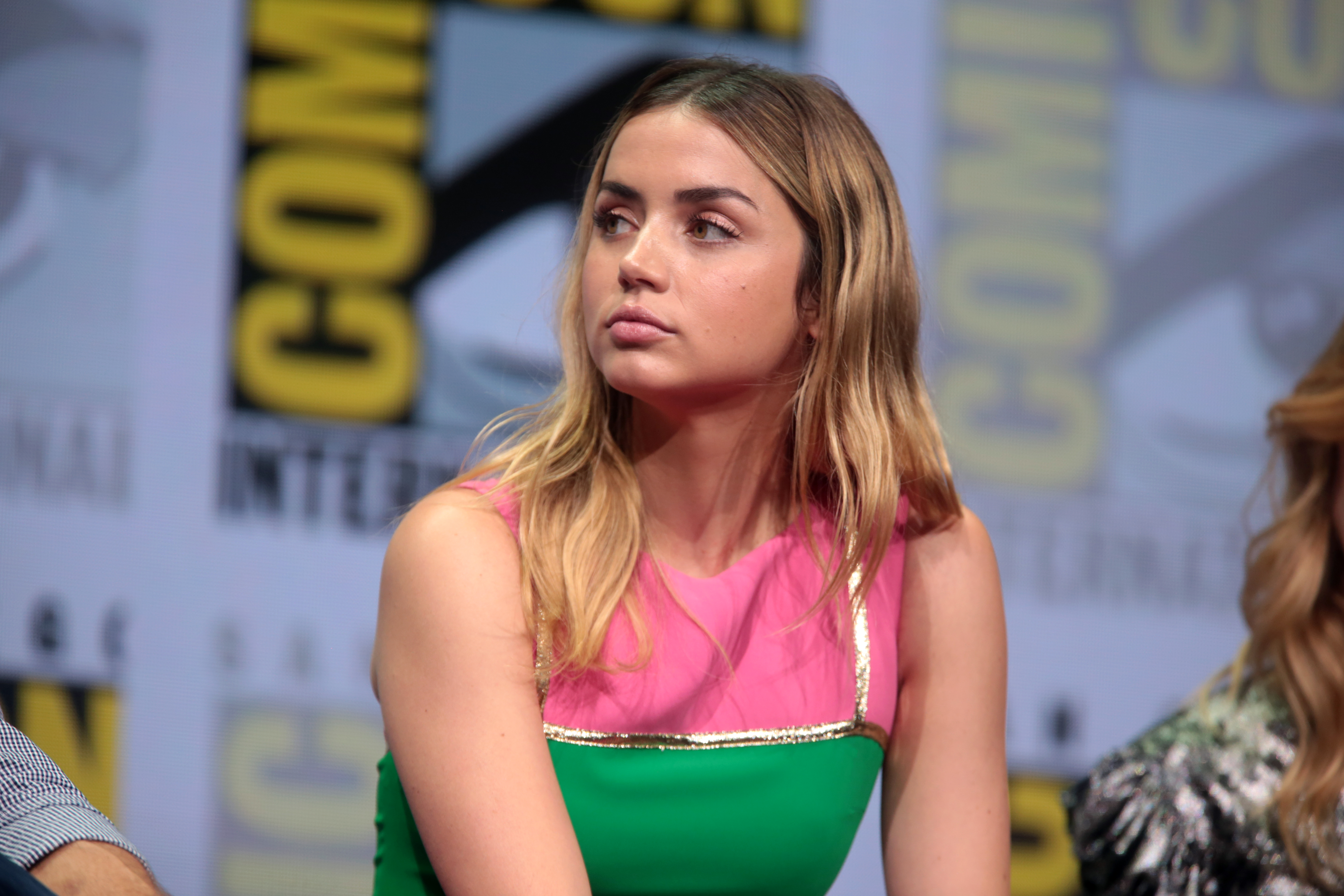
L'interprète de Bel, Ana de Armas, qui parvient à percer à Hollywood avec ce film.

- Keanu Reeves (VF : Jean-Pierre Michaël) : Evan Webber
- Lorenza Izzo (VF : Sophie Planet)[n 1] : Genesis
- Ana de Armas (VF : Nathalie Bienaimé)[n 1] : Bel
- Ignacia Allamand (VFB : Claire Tefnin) : Karen Alvarado
- Aaron Burns (VFB : Alain Eloy) : Louis
- Colleen Camp (VFB : Fabienne Loriaux) : Vivian
- Dan Baily (VF : Camille Vautier) : Jake
- Megan Baily (VF : Nathalie Parra) : Lisa

Source et légende : version française (VF) sur AlloDoublage

## Production

### Genèse et développement
Eli Roth a coécrit le scénario avec le cinéaste chilien Nicolás López, qui l'avait dirigé dans Aftershock (2012), et Guillermo Amoedo (coauteur de The Green Inferno).

### Tournage
Le tournage a eu lieu à Santiago, capitale du Chili, du 14 avril 2014 au 11 mai 2014.